# Propheten des Islam
Als Propheten des Islam (arabisch الأنبياء في الإسلام , DMG al-ʾanbīyāʾ fī al-ʾislām) werden jene Personen bezeichnet, die nach islamischen Verständnis als Propheten gelten. Sie wurden demnach von Gott zu verschiedenen Völkern gesandt, um ihnen die Botschaft Gottes zu übermitteln. Viele finden im Koran und auch in den Hadithen Erwähnung.
Es gibt verschiedene Verben im Koran, die die Idee einer prophetischen Offenbarung vermitteln. Die häufigsten Verbformen, die sich auf eine göttliche Offenbarung beziehen, werden im Koran von der Verbwurzel n-z-l / نزل gebildet und bezeichnen einen „Akt der Herabsendung“. Demnach sendet Gott, dessen Thron über den sieben Himmeln gedacht wird, seine Offenbarungen an seine Propheten und Gesandten auf die Erde herab. Die Offenbarung kommt jedoch nicht direkt zu den Propheten herunter. Die Überbringer sind die Engel. Folglich sendet Gott sie mit den Offenbarungen zu den Propheten herab.
Es wird zwischen Propheten (nabī/نبي) und Gesandten (rasūl/رسول) unterschieden, wobei sie von den Religionsgelehrten unterschiedlich erklärt werden. Die meist erwähnten Aussagen hierzu sind:
1. Ein Gesandter ist mit einem neuen Gesetz zu den Menschen gesandt, wohingegen ein Prophet dem Gesetz des Gesandten folgt, der ihm vorausging und die Menschen zu deren Befolgung anhält.
2. Ein Gesandter ist mit der Verkündung dessen beauftragt, was Gott ihm offenbarte, ein Prophet jedoch nicht.

Jeder Gesandte ist der Glaubenslehre nach auch ein Prophet, aber nicht jeder Prophet ein Gesandter. Folglich wird im Islam die Gesandtschaft (risāla/رسالة) als die höchste Form der göttlichen Sendung begriffen.  
Der Glaube an die Propheten und Gesandten stellt einen der sechs Glaubensartikel des Islams dar. Nach dem islamischen Verständnis beginnt die prophetische Tradition bereits mit dem Urvater der Menschheit, Adam, mit dem Gott nach Sure 7:172-173 einen Ur-Bund geschlossen haben soll. Muhammad wiederum wird im Islam als der letzte Prophet bzw. als das „Siegel der Propheten“ (ḫātam al-’anbīyā‘/خاتم الأنبياء) begriffen, mit dem die Kette aller göttlichen Offenbarungen abgeschlossen ist.

„[…] Er ist vielmehr der Gesandte Gottes und das Siegel der Propheten (d. h. der Beglaubiger der früheren Propheten, oder der letzte der Propheten). Gott weiß über alles Bescheid.“

Nach der islamischen Auffassung hatten alle Propheten und Gesandten eine gemeinsame Botschaft und nahmen auch stets aufeinander Bezug. Deshalb wird im Islam die Abfolge der Propheten und Gesandten als die „Kette der Propheten“ (silsilat al-ʾanbīyāʾ/سلسلة الانبياء) bezeichnet. Demzufolge predigten sie alle die gleiche Grundüberzeugung bzw. die Einheit Gottes (tauḥīd/توحيد) und dessen alleinige Anbetung, das Auftreten des jüngsten Tages (al-yaum al-āḫir/اليوم الآخر), sowie das Leben nach dem Tod. Dabei wurden die Propheten zu verschiedenen Epochen in der Geschichte zu verschiedenen Völkern gesandt. 

„Wir haben doch schon vor dir Gesandte (zu den Menschen) geschickt. Über einige von ihnen haben wir dir (eigens) berichtet, über andere nicht.“

Nach der islamischen Lehre wurden die Propheten in verschiedenen Epochen der Geschichte zu unterschiedlichen Völkern gesandt. Demnach sandte Gott zu jedem Volk zumindest einen Propheten. Nur den Kindern Israels (banū ʾisrāʾīl/بـنـوإسـرائـيـل) wurden mehrere Propheten und zwei Gesandte (Mose und Jesus) gesandt. Nach den Aussagen des Korans und der Sunna war die Botschaft des jeweiligen Propheten und Gesandten nur für das Volk bestimmt, zu dem sie gesandt wurden. Allein Mohammeds Botschaft war universal und an alle Völker gerichtet.
Nach Sure 72:27–28 ist Gott stets bei seinen Gesandten, wenn sie seine Botschaft verkündigen: „[A]ußer wenn ihm ein Gesandter genehm ist (und er ihn würdig findet, in das Verborgene eingeweiht zu werden). Er stellt dann Aufpasser vor und hinter ihn […]“ Mit dem Wort „Aufpasser“ (raṣad/رَصَد) als Begleiter der Gesandten sind Engel gemeint. Gottes Gegenwart bewahrt somit seine Gesandten vor Gefahren (Sure 27:10) und bietet ihnen Hilfe (naṣr/نصر) und Schutz (Sure 12:110; 40:51). Nach dem Koran hat Gott den Propheten klare „Beweise“ (bayyināt/بينات) verliehen, die ihre prophetische Sendung bestätigen sollen. Diese Beweise werden von den islamischen Gelehrten als „Wunder“ (muʿǧiza/معجزة) interpretiert. Der Koran wird als Bestätigungswunder für Mohammeds prophetische Sendung gesehen. Des Weiteren können die Merkmale des Prophetentums teilweise physisch sein. Beispielsweise wird im Islam „das prophetische Siegel“ zwischen den Schultern Mohammeds als ein Kennzeichen seines Prophetentum interpretiert.
In Sure 33:7 ist von einigen Propheten die Rede, mit denen Gott einen besonderen Bund (mīṯāq/ميثاق) geschlossen hat. In Sure 46:35 wiederum wird von Gesandten Gottes gesprochen, die als „ūlū l-ʿazm“ bezeichnet werden („[…] Gesandten, die Entschlossenheit zeigten“). Demnach haben sie mit Geduld (die Schwierigkeiten ihrer prophetischen Mission) ertragen. Die islamischen Kommentatoren sind sich darüber nicht einig, welche Gesandten hier damit gemeint sind. Häufig werden aber als ūlū l-ʿazm/أولوالعزم (Leute des Entschlusses oder Erzpropheten) die fünf Propheten Noah, Abraham, Mose, Jesus und Mohammed bezeichnet.
Ab der Mitte des 8. Jhs. n. Chr. entwickelte sich die Lehre von der Sündenlosigkeit der Propheten (ʽiṣmat al-al-ʾanbīyāʾ/عصمة الأنبياء, wörtlich: „Schutz der Propheten“). Damit ist gemeint, dass Propheten vor Sünde und Irrtum bewahrt sind. Diese Lehre wurde offenbar ursprünglich von Schiiten entwickelt, wurde aber von fast von allen islamischen Theologen und Juristen akzeptiert. Auch ar-Razi (1149–1209) vertrat die Ansicht, dass Propheten weder eine schwere noch eine kleine Sünde oder einen Fehler (ḏanb/ذَنْب) begehen können.
Die Erzählungen über die verschiedenen Propheten machen einen erheblichen Teil des Korans aus, und viele von ihnen werden namentlich erwähnt. Einige Propheten werden jedoch erst in Hadithen und Korankommentaren (Tafsir) identifiziert. Viele der 48 Erzählungen der Propheten des Judentums und des Christentums kommen auch – in etwas anderer Form – im Koran vor. In der islamischen Literaturgattung Qiṣaṣ al-ʾanbiyāʾ/قصص الأنبياء, die eine Sammlung von Erzählungen über Propheten und Gottesmännern vor Mohammeds Auftreten darstellt, wurden später die koranischen Prophetengeschichten mit Materialien aus jüdisch-christlicher Tradition (Isrāʾīlīyāt/إسرائيليات) ergänzt und aus islamischer Perspektive wiedergegeben. Die Unterschiede der Propheten im Islam im Vergleich zu deren Bildern im Christentum oder im Judentums lassen sich anhand ihrer Namen erkennen. Zum Beispiel, Abraham ist Ibrahim, David ist Dawud, Moses ist Musa. 
Muslime glauben, dass es sehr viele Propheten gab, welche nicht im Koran erwähnt wurden. So heißt es in Sure 10:47: „Und jede Gemeinschaft hat einen Gesandten.“ Nach einer im Musnad Ahmad ibn Hanbal angeführten Prophetenüberlieferung (Hadith) nach dem Gefährten Abu Dharr heißt es, dass es 313 (oder 319) Gesandte gegeben habe und 124.000 Propheten. Von der Austauschbarkeit beider Bezeichnungen gingen die Muʿtazila aus.  Der Koran legt ebenso den Glauben an alle anerkannten Propheten und offenbarten Bücher fest, ohne einen Unterschied zwischen ihnen zu machen.
Die 25 erwähnten Propheten bzw. Gesandten im Koran sind:
| Name            | Buch, so bekannt | Volk, so bekannt | Entsprechung in der Bibel            |
| --------------- | ---------------- | ---------------- | ------------------------------------ |
| Ādam            |                  | ganze Welt       | Adam                                 |
| Idrīs           |                  |                  | Henoch (traditionelle Gleichsetzung) |
| Nūḥ             |                  | Volk Nūḥs        | Noah                                 |
| Hūd             |                  | ʿĀd              | möglicherweise Eber                  |
| Ṣāliḥ           |                  | Ṯamūd            | Schilo                               |
| Ibrāhīm         | Ṣuḥuf            | Volk Ibrāhīms    | Abraham                              |
| Lūṭ             |                  | Volk Lūṭs        | Lot                                  |
| Ismāʿīl         |                  |                  | Ismael                               |
| Isḥāq           |                  |                  | Isaak                                |
| Yaʿqūb          |                  |                  | Patriarch Jakob                      |
| Yūsuf           |                  |                  | Patriarch Josef                      |
| Ayyūb           |                  |                  | Hiob                                 |
| Schuʿayb        |                  | Madyan           | Jitro                                |
| Mūsā            | Tora             | Israeliten       | Mose                                 |
| Hārūn           |                  | Israeliten       | Aaron                                |
| Ḏū-l-Kifl       |                  |                  | möglicherweise Ezechiel              |
| Dāwūd           | Psalter          |                  | David                                |
| Sulaimān        |                  |                  | Salomo                               |
| Ilyās           |                  | Volk Ilyās'      | Elija                                |
| al-Yasaʿ        |                  |                  | Elischa                              |
| Yūnus           |                  | Volk Yūnus'      | Jona                                 |
| Zakariyyā       |                  |                  | Zacharias                            |
| Yaḥya           |                  |                  | Johannes der Täufer                  |
| ʿĪsā ibn Maryam | Evangelium       | Israeliten       | Jesus von Nazaret                    |
| Muḥammad        | Koran            | ganze Welt       |                                      |

Darüber hinaus gibt es weitere Personen, die nach verschiedenen Gelehrtenmeinungen Propheten, oder Fromme bzw. Heilige gewesen sind:
- 'Uzair, der dem biblischen Esra entspricht
- Luqmān
- Dhul-Qarnain
- Daniyal, der dem biblischen Daniel entspricht.

Im Islam sind die Propheten ausschließlich männlich:

„Und wir haben vor dir (immer) nur Männer (als unsere Gesandten) auftreten lassen, denen wir (Offenbarungen) eingaben, (Männer) von den Bewohnern der Städte.“

Folgende Eigenschaften werden jedem Gesandten, abgeleitet vom religiösen Gesetz und der Logik, zugeschrieben, um das Wesen seiner Gesandtschaft zu untermauern:
- Aufrichtigkeit in seinem Aufruf, ihm zu folgen und in dem, was er von Gott übermittelt.[59]
- Vertrauenswürdigkeit in dem Sinne, nichts Verbotenes oder Verpöntes zu tun und die damit verbundene Sündlosigkeit[60]
- Übermittlung dessen, was ihm geoffenbart worden ist, beziehungsweise, was er verkünden soll.[61]
- Hohe Intelligenz, sodass er nicht übervorteilt werden kann.

Als Gegenteile ergeben sich jene Eigenschaften, die nach den Religionsgelehrten unmöglich auf einen Gesandten zutreffen können (Lüge, Hintergehen, Verheimlichen und Einfältigkeit). Da sie Menschen sind, ist ihnen alles möglich, was einem Menschen geschehen kann, darunter Heirat, leichte Krankheit usw., solange dies ihre Gesandtschaft nicht behindert.